# Tell Tamer (nahija)
Nahija Tell Tamer je nahija u okrugu Al-Hasakah, u sirijskoj pokrajini Al-Hasakah. Po popisu iz 2004. (prije rata), nahija je imala 50.982 stanovnika. Administrativno sjedište je u naselju Tell Tamer.